# Pseudomussaenda flava
Hoàng ngạc hoa (danh pháp hai phần: Pseudomussaenda flava) hay còn gọi là bướm vàng, bướm bạc lùn, là một loài thực vật có hoa trong họ Thiến thảo. Loài này được Verdc. miêu tả khoa học đầu tiên năm 1951.

## Hình ảnh

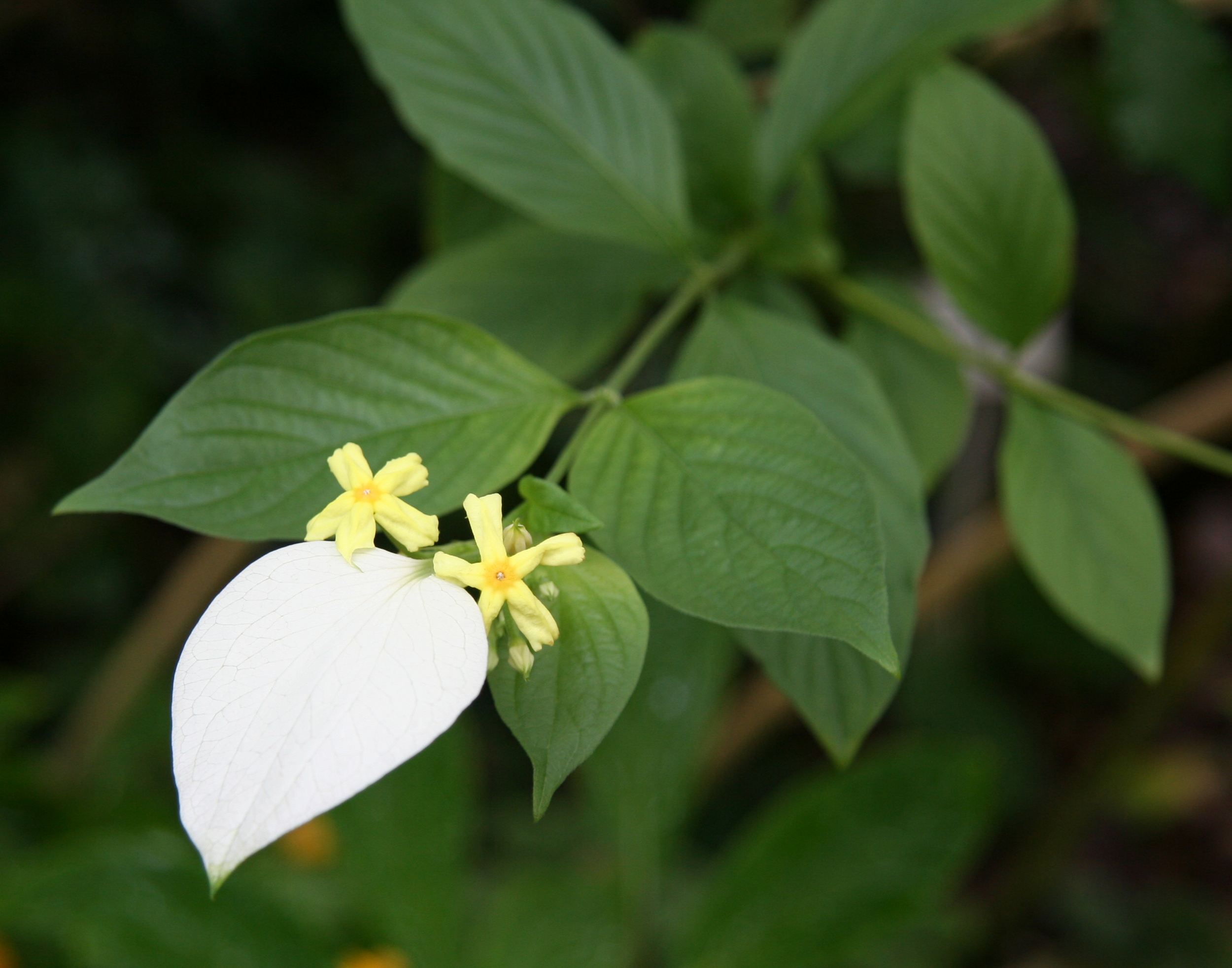
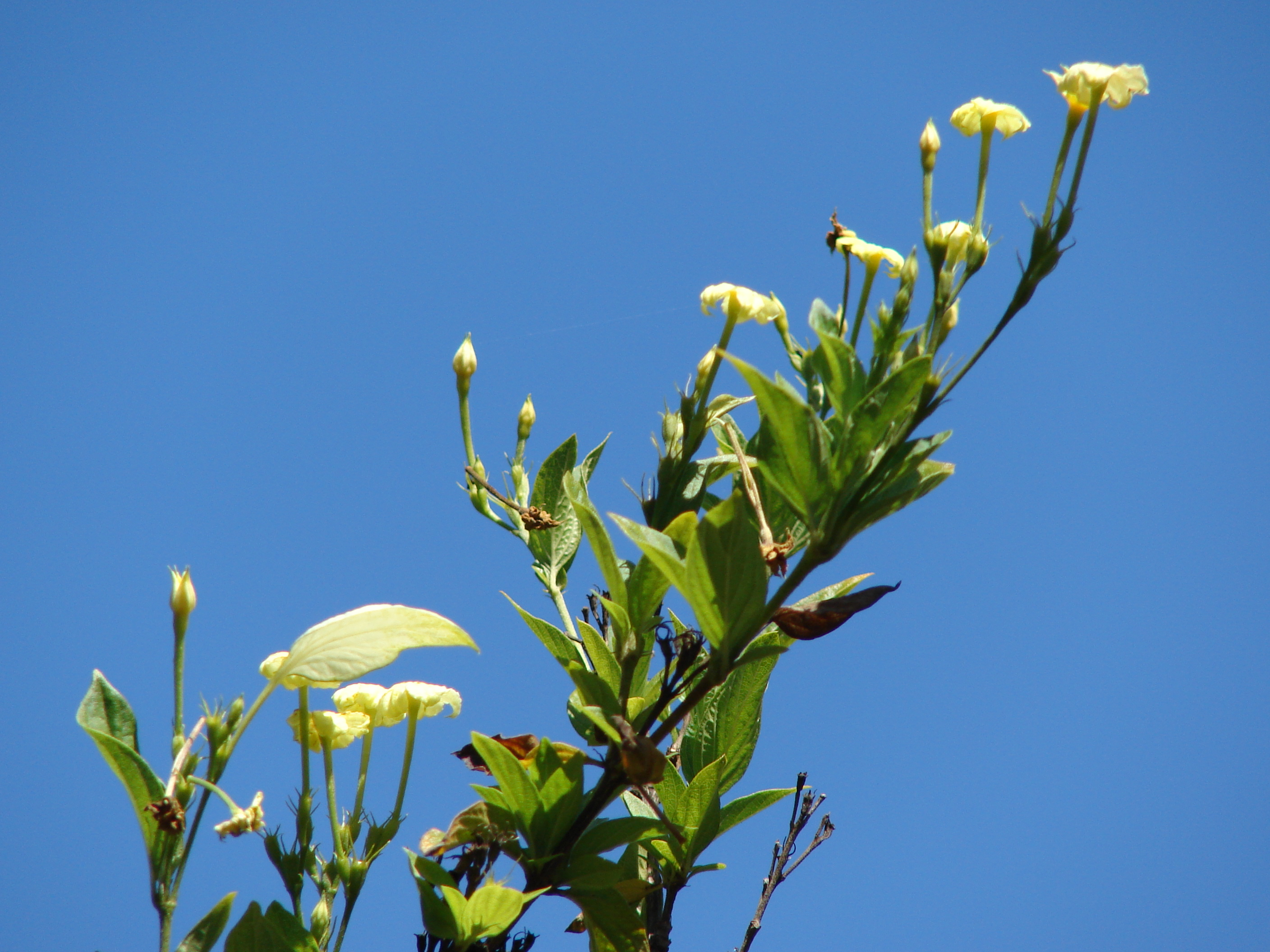
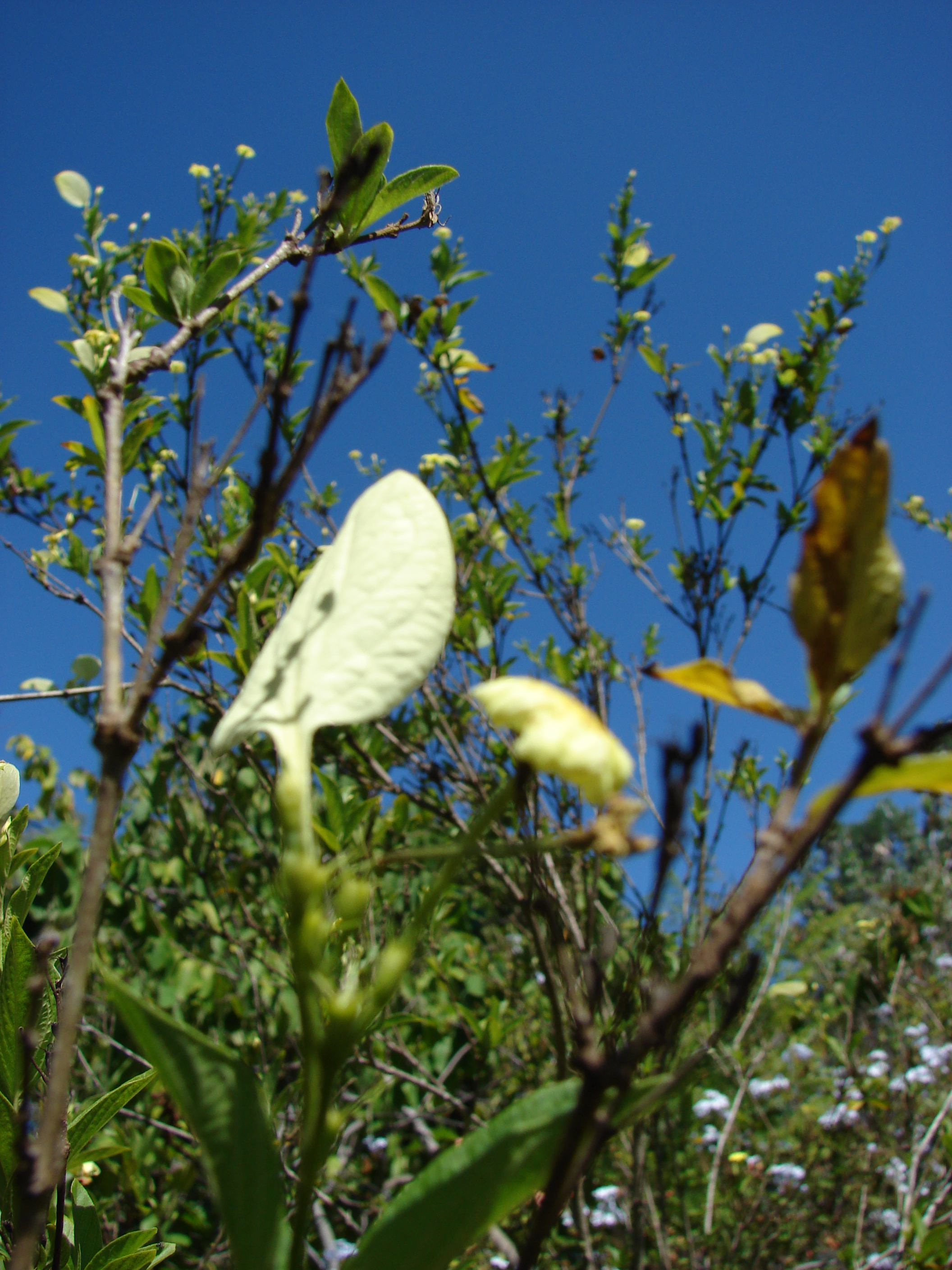
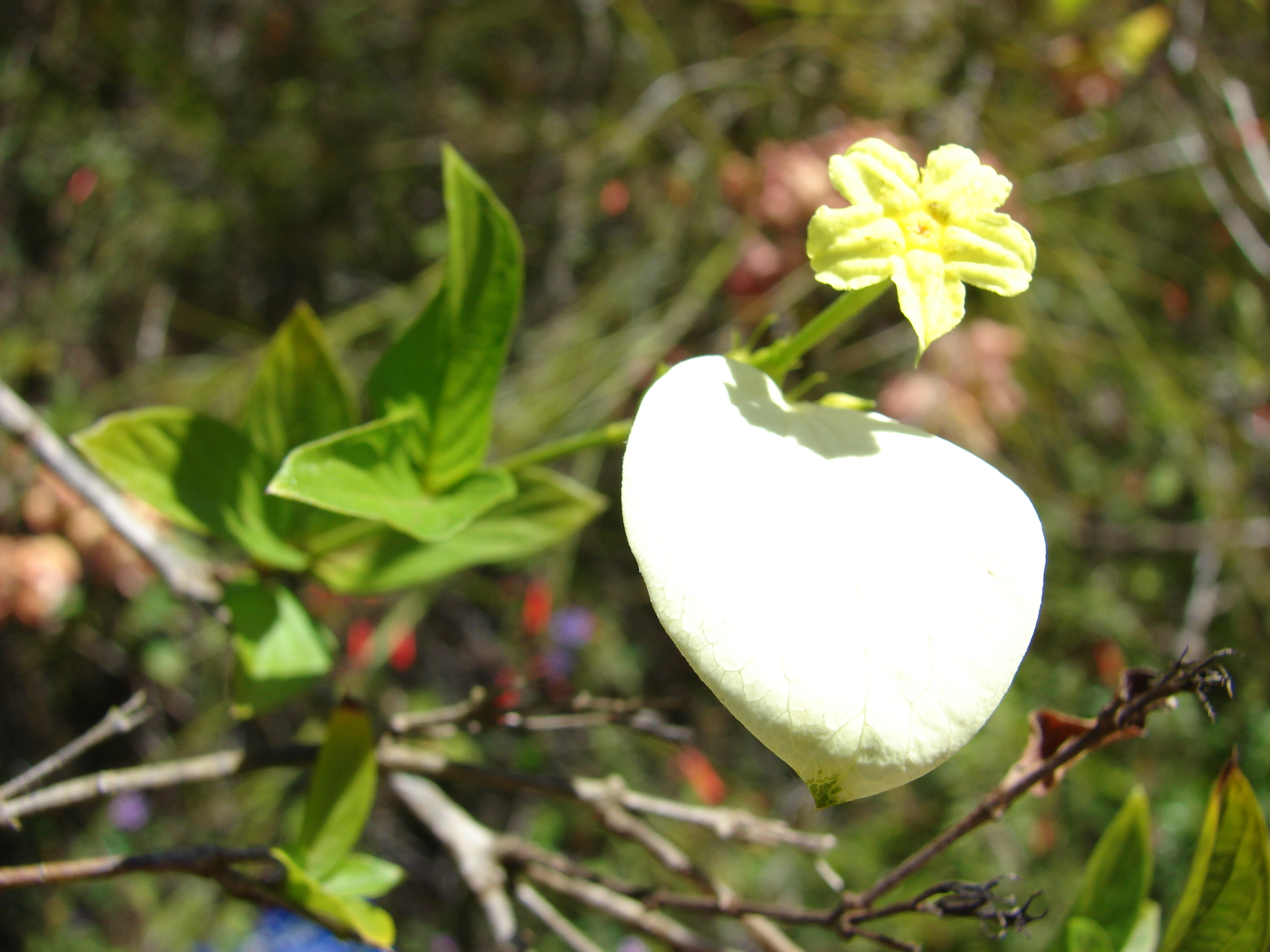